# Gruppo Kader
Kader Industrial Company Limited è un'azienda manifatturiera produttrice di giocattoli fondata a Hong Kong nel 1948 da Ting Hsiung Chao. Dal 1985 è quotata alla Borsa di Hong Kong con il nome di "Kader Holdings Company Limited".

## Attività
È una delle più grandi produttrici mondiali di modelli ferroviari. Mentre la sede dell'azienda è Hong Kong, gli stabilimenti principali sono a Dongguan, nella Cina continentale. L'azienda opera sia come Original Design Manufacturer (produzione per conto di altri marchi, con clienti in Australia, Canada, Germania, Giappone, Regno Unito e Stati Uniti, fra cui Disney, Hasbro e Mattel) sia come produttrice di modelli ferroviari venduti con un marchio proprio (Bachmann) e di peluche e giochi educativi con il marchio Tinco. Inoltre l'azienda è fornitrice di Panasonic di gusci in plastica per i prodotti elettronici. 
Il gruppo ha anche un ramo di attività per la gestione di immobili.

## Storia
Il primo prodotto del gruppo Kader furono le torce elettriche.
Il fondatore, che aveva già dato vita a Shanghai alle aziende di orce elettriche Wei Ming e alla fabbrica di lampadine Pau Chiu, si occupava di progettare e ingegnerizzare i prodotti, con enfasi sulla qualità. Inventò anche il logo OK, per sottolineare l'impegno a raggiungere alti standard qualitativi.
Specializzandosi dapprima nello stampaggio in plastica di gusci per torce elettriche, verso la fine degli anni 1950 e negli anni 1960 si espanse verso altri settori, soprattutto in quello dei giocattoli prodotti per conto terzi. Negli anni 1980 l'azienda produceva pupazzi della linea Star Wars, gli orsacchiotti parlanti Teddy Ruxpin e le bambole Cabbage Patch Kids, giocattoli di successo mondiale dell'epoca. Nel 1983 aprì il suo primo stabilimento nella Cina continentale a Shekou. L'azienda si è espansa attraverso una serie di acquisizioni nel settore del ferromodellismo: Bachmann Brothers, Inc. nel 1981, Liliput nel 1994, Williams Reproductions nel 2007 e Sanda Kan nel 2009. 

### Incendio del 1993 in Thailandia
Il 10 maggio 1993 l'azienda subì un incendio in una sua fabbrica di giocattoli in Thailandia: si tratta del più grave incendio in uno stabilimento industriale, con un bilancio di 188 vittime e 469 feriti. Nell'incidente emersero gravi responsabilità dell'azienda per la mancata osservanza delle norme di sicurezza.